# Pou de Can Migrat
El Pou de Can Migrat és una obra de Collbató (Baix Llobregat) protegida com a Bé Cultural d'Interès Local.

## Descripció
Pou cilíndric amb un brocal construït amb totxos corbats en doble paret, rematat per una sòlida pedra circular de conglomerat de la muntanya de Montserrat. La construcció fa 135 cm de diàmetre i 241 cm d'alçada.

## Història
Pou del desaparegut mas de can Migrat. Lloc emblemàtic per al poble, atès que es troba al peu de l'antic camí ral i ha estat molt utilitzat. Arquitectònicament, en destaquen els totxos corbats, element singular en les construccions de Collbató. La seva proximitat a la ruta del camí dels Masos en permet un aprofitament turístic i cultural.